# John Isaac Briquet
Pour les articles homonymes, voir Briquet (homonymie).
 (janvier 2019).
Si vous disposez d'ouvrages ou d'articles de référence ou si vous connaissez des sites web de qualité traitant du thème abordé ici, merci de compléter l'article en donnant les références utiles à sa vérifiabilité et en les liant à la section « Notes et références ».
John Isaac Briquet est un botaniste suisse, né le 13 mars 1870 à Genève et mort le 26 octobre 1931 dans cette même ville.

## Biographie
Il est le fils d’un papetier et philanthrope, Édouard et de Lucie Amélie née Bosson. John Briquet étudie à Genève et à Berlin. Il se marie en 1896 avec Esther Cuchet. Reçu docteur en 1891, il devient conservateur du jardin botanique de Genève en 1896 avant de le diriger de 1906 à 1931. Outre l’agrandissement du Jardin, on lui doit de nombreux travaux en taxinomie végétale ainsi que l’histoire des sciences.
Il contribue grandement à l'adoption des règles de nomenclature botanique : il est l'auteur des documents préparatoires et l'éditeur des deux premières éditions des Règles internationales de la nomenclature botanique (1906 et 1912), qui deviendront le Code international de la nomenclature botanique, et on lui doit aussi la compilation préparatoire à la troisième édition publiée en 1935 (quatre ans après sa mort).

## Publications
Liste non exhaustive
- Les Labiées des Alpes Maritimes, Matériaux pour servir à l'Histoire de la Flore des Alpes Maritimes, Genève, 1891-1895, 3 volumes.
- Monographie du genre Galeopsis, Académie Royale des Sciences, des Lettres et des Beaux-Arts de Belgique, Mémoires couronnés et Mémoires des Savants étrangers, Tome LII (1893), xi-323 p.
- Études sur les Cytises des Alpes Maritimes, Matériaux pour servir à l'Histoire de la Flore des Alpes Maritimes, Genève, 1894, 202 p.
- Monographie des Buplèvres des Alpes Maritimes, Matériaux pour servir à l'Histoire de la Flore des Alpes Maritimes, Genève, 1897, 131 p.
- Monographie des Centaurées des Alpes Maritimes, Matériaux pour servir à l'Histoire de la Flore des Alpes Maritimes, Genève, 1902, 193 p.
- Texte synoptique des documents destinés à servir de base aux débats du Congrès International de Nomenclature Botanique de Vienne 1905, Berlin, 1905, 160 p.
- Recueil des documents destinés à servir de base aux débats de la section de nomenclature systématique du Congrès International de Botanique de Bruxelles 1910, Berlin, 1910, 58 p.
- Prodrome de la flore corse comprenant les résultats botaniques de six voyages exécutés en Corse sous les auspices de M. Émile Burnat, Genève, Bâle, Lyon, Paris, 1910-1938.
- Émile Burnat : Autobiographie publiée avec une étude sur le botaniste et son œuvre, des souvenirs et documents divers par John Briquet et François Cavillier. Genève, Conservatoire Botanique, 1922, vii, 185 p.
- Avis préalable du Bureau Permanent et des Commissions de Nomenclature sur les motions soumises aux débats de la sous-section de nomenclature du Ve Congrès international de botanique de Cambridge (Angleterre) 1930, Berlin, 1930, 25 p.
- Recueil synoptique des documents destinés à servir de base aux débats de la sous-section de nomenclature du Ve Congrès international de botanique de Cambridge (Angleterre) 1930, Berlin, 1930, 142 p.